# 張培萌
張培萌（1987年3月13日—）是中國田徑運動員，祖籍中国北京，與蘇炳添並稱中國百米雙雄，2005年進入國家隊。他曾於2008年奪得中国田径公开赛男子100米冠軍及2009年亞洲田徑錦標賽100米冠軍。
2013年3月30日全国室内田径锦标赛北体大站上张培萌以20秒75打破室内200米全国纪录。
同年4月27日，在全国田径大奖赛广东肇庆站上以10秒04打破全国纪录并追平当年世界最好成绩。隨後舉行的世界錦標賽中，張培萌成功進入半決賽，並以10秒整完成賽事，小組排名第五，無緣晉身決賽。
百米最好成績為是十秒（平日本人伊东浩司, 落後於卡塔尔非洲裔选手費米·塞溫·奧朱努德、塞繆爾·阿德萊巴里·弗朗西斯和中國隊友蘇炳添）。
2014年10月2日，2014年仁川第十七届亚运会田径比赛展开第六日争夺，男子4×100米接力决赛中，由陈时伟、谢震业、苏炳添和张培萌组成的中国队发挥出色，跑出37秒99的成绩力压日本队成功卫冕，并打破日本队保持了7年之久的38秒03的亚洲纪录。
2015年8月29日，2015年世界田径锦标赛在北京展开第八日争夺，男子4×100米接力预赛中，由莫有雪、谢震业、苏炳添和张培萌组成的中国队发挥出色，跑出37.92秒的成绩晋级决赛，并再次打破亚洲纪录。在同日进行的决赛上，由莫有雪、谢震业、苏炳添和张培萌组成的中国队在第九道发挥出色，跑出38.01秒的成绩，由于第二个撞线的美国队犯规，中国队创历史的夺得了世锦赛男子百米接力亚军。
张培萌于2017年9月宣布退役，并于2018年1月底宣布转攻钢架雪车项目。张培萌退役后，成為清华大学体育部助教。

## 國際大型運動賽會
| 年   | 賽事                 | 舉辦城市                 | 名次  | 項目          | 記錄                             |
| ---- | -------------------- | ------------------------ | ----- | ------------- | -------------------------------- |
| 2006 | 世界青年田徑錦標賽   | 中国北京市               | 4sf1  | 200公尺       | 21.34秒                          |
| 2006 | 世界青年田徑錦標賽   | 中国北京市               | h2    | 4×100公尺接力 | Disqualified（170.15）           |
| 2007 | 夏季世界大學生運動會 | 泰國曼谷                 | 銅牌  | 4×100公尺接力 | 39.30秒                          |
| 2007 | 夏季世界大學生運動會 | 泰國曼谷                 | 銀牌  | 100公尺       | 10.30秒                          |
| 2008 | 亞洲田徑大獎賽       | 泰國柯叻府               | 金牌  | 4×100公尺接力 | 38.81秒                          |
| 2008 | 夏季奧林匹克運動會   | 中国北京市               | 7h8   | 200公尺       | 21.06秒                          |
| 2008 | 夏季奧林匹克運動會   | 中国北京市               | f     | 4×100公尺接力 | Disqualified（IAAF Rule 170.14） |
| 2009 | 亞洲田徑錦標賽       | 中国廣東省廣州市         | 金牌  | 100公尺       | 10.28秒                          |
| 2009 | 亞洲田徑錦標賽       | 中国廣東省廣州市         | 銀牌  | 4×100公尺接力 | 39.07秒                          |
| 2010 | 亞洲室內田徑錦標賽   | 伊朗德黑蘭               | 第4名 | 60公尺        | 6.78秒                           |
| 2010 | 亞洲田徑大獎賽       | 印度馬哈拉什特拉邦浦納   | 銅牌  | 100公尺       | 10.51秒                          |
| 2010 | 亞洲田徑大獎賽       | 印度卡納塔卡邦邦加羅爾   | 金牌  | 100公尺       | 10.31秒                          |
| 2010 | 亞洲田徑大獎賽       | 印度塔米爾納杜邦馬德拉斯 | 銀牌  | 100公尺       | 10.45秒                          |
| 2012 | 亞洲室內田徑錦標賽   | 中国浙江省杭州市         | 第5名 | 60公尺        | 6.87秒                           |
| 2012 | 亞洲田徑大獎賽       | 泰國曼谷                 | 金牌  | 100公尺（A）  | 10.48秒                          |
| 2012 | 亞洲田徑大獎賽       | 泰國干乍那武里府         | 金牌  | 100公尺（A）  | 10.44秒                          |
| 2012 | 亞洲田徑大獎賽       | 泰國干乍那武里府         | 金牌  | 4×100公尺接力 | 38.65秒                          |
| 2012 | 亞洲田徑大獎賽       | 泰國春武里府             | 金牌  | 100公尺（A）  | 10.48秒                          |
| 2012 | 夏季奧林匹克運動會   | 英国 英格兰倫敦          | 5h1   | 4×100公尺接力 | 38.38秒                          |
| 2013 | 世界田徑錦標賽       | 俄羅斯莫斯科             | 5sf2  | 100公尺       | 10.00秒                          |
| 2013 | 世界田徑錦標賽       | 俄羅斯莫斯科             | 5h2   | 4×100公尺接力 | 38.95秒                          |
| 2013 | 東亞運動會           | 中国天津市               | 銅牌  | 4×100公尺接力 | 39.19秒                          |
| 2014 | 世界室內田徑錦標賽   | 波蘭索波特               | 8sf3  | 60公尺        | 6.70秒                           |
| 2014 | IAAF Continental Cup | 摩洛哥馬拉喀什           | 第6名 | 100公尺       | 10.175秒                         |
| 2014 | 亞洲運動會           | 仁川廣域市               | 第4名 | 100公尺       | 10.18秒                          |
| 2014 | 亞洲運動會           | 仁川廣域市               | 7sf1  | 200公尺       | 22.74秒                          |
| 2014 | 亞洲運動會           | 仁川廣域市               | 金牌  | 4×100公尺接力 | 37.99秒（亞洲運動會紀錄）        |
| 2015 | 亞洲田徑錦標賽       | 中国湖北省武漢市         | 銀牌  | 100公尺       | 10.15秒                          |
| 2015 | 亞洲田徑錦標賽       | 中国湖北省武漢市         | 金牌  | 4×100公尺接力 | 39.04秒                          |
| 2015 | 世界田徑錦標賽       | 中国北京市               | 5h3   | 100公尺       | 10.13秒                          |
| 2015 | 世界田徑錦標賽       | 中国北京市               | 銀牌  | 4×100公尺接力 | 38.01秒                          |
| 2015 | DécaNation           | 法國巴黎                 | 銅牌  | 100公尺       | 10.41秒                          |
| 2015 | DécaNation           | 法國巴黎                 | 銅牌  | 接力          | 1分57.33秒                       |
| 2016 | 夏季奧林匹克運動會   | 巴西里約熱內盧           | 7h6   | 100公尺       | 10.36秒                          |
| 2016 | 夏季奧林匹克運動會   | 巴西里約熱內盧           | 第4名 | 4×100公尺接力 | 37.90秒                          |
| 2017 | 世界接力賽           | 巴哈马拿索               | 銅牌  | 4×100公尺接力 | 非決賽選手（ran heat）           |
| 2017 | 世界田徑錦標賽       | 英国 英格兰倫敦          | 第4名 | 4×100公尺接力 | 38.34秒                          |

## 統計
| 成績                   | 風速（m/s） | 反應時間 | 時間          | 地點                   | 地面條件（溼度，溫度，天氣狀況） |
| ---------------------- | ----------- | -------- | ------------- | ---------------------- | -------------------------------- |
| 10.00秒                | +0.4        | 0.143秒  | 2013年8月11日 | 俄羅斯莫斯科           | 43%，29℃                         |
| 10.04秒                | +1.6        |          | 2013年4月27日 | 中国廣東省肇慶市       |                                  |
| 10.04秒                | -0.2        | 0.124秒  | 2013年8月10日 | 俄羅斯莫斯科           | 51%，26℃                         |
| 10.08秒                | +1.1        |          | 2013年9月8日  | 中国遼寧省瀋陽市渾南區 |                                  |
| 10.09秒                | +0.1        |          | 2013年5月21日 | 中国北京市朝陽區       |                                  |
| 10.13秒                | -0.3        | 0.151秒  | 2015年8月22日 | 中国北京市朝陽區       | 61%，26℃                         |
| 10.15秒                | +1.8        | 0.141秒  | 2015年6月4日  | 中国湖北省武漢市漢陽區 |                                  |
| 10.17秒                | +0.2        | 0.145秒  | 2014年9月28日 | 仁川廣域市             | 77%，24℃，Cloudy                 |
| 10.175秒               | -0.1        | 0.135秒  | 2014年9月13日 | 摩洛哥馬拉喀什         | 32%，32℃                         |
| 10.18秒                | 0.0         |          | 2014年5月21日 | 中国北京市             |                                  |
| 平均約10.10512608096秒 |             |          |               |                        |                                  |

## 家庭
张培萌的妻子张莫涵为电视足球节目主持人，两人于2018年平昌冬奥会期间结识，2019年6月9日举行婚礼。2020年10月15日，张莫涵在微博发长文，控诉张培萌家暴、出轨。她晒出了自己遭家暴的受伤照，并称家暴过程贯穿了婚前和婚后，甚至包括孕期、月子和哺乳期。问及家暴原因，张培萌称「运动员都这样，雄性激素高」。申请起诉离婚一个多月后，张培萌带人前往家中抢走了孩子，并殴打了岳母等人。同日晚，张培萌通过其团队向媒体发出一份声明，声明中称张莫涵“在北京多次报警‘家暴’”，但警方调查后“均不予以支持”，而“所谓的‘婚外关系’，更是无中生有。”他还回应称，张莫涵是在自己不知情的情况下带走女儿的，自己将女儿带走时也并未伤人。张培萌也因殴打自己岳母而被判處行政拘留五天。不過张培萌隨即提请行政复议，警方对其暂缓执行行政拘留。2023年12月11日，警方恢復對其執行5天的行政拘留。

## 外部連結
- 張培萌在国际奥林匹克委员会的资料
- 張培萌在的頁面
- 張培萌的新浪微博